# Isabelle Hawryhuck
Isabelle Hawryhuck est une femme pêcheur française varoise, licenciée à la Fédération française de pêche sportive au coup.
Elle est à ce jour la française possédant le palmarès le plus fourni.
Elle est la seule à avoir remporté quatre fois le championnat de France de 1re division. A. Durpoix, V.Nadan, D. Périgois et O.Tessier l'ont remporté quant à elles à trois reprises. 

## Palmarès
- Championne du monde de pêche sportive au coup en eau douce individuelle en 2001 (à Banova Jaruga (Croatie)) (seconde et dernière française lauréate, après Annick Hervé en 1995);
- Championne du monde de pêche sportive au coup en eau douce par équipes en 2001 (à Banova Jaruga (Croatie))
- Vice-championne du monde de pêche sportive au coup en eau douce par équipes en 2003 (à Milton Keynes (Angleterre));
- Vice-championne du monde de pêche sportive au coup en eau douce par équipes en 2014 (à Coruche (Portugal));
- 3e du championnat du monde de pêche sportive au coup en eau douce individuelle en 2006 (à Cavez (Braga, Portugal));
- 3e du championnat du monde de pêche sportive au coup en eau douce par équipes, en 2007 (à Tolède (Espagne)), et 2008 (à Tisza (Hongrie));
- Quadruple championne de France de pêche sportive au coup en eau douce individuelle, en 2000 (à Triel-Les Mureaux), 2004 (à Issoire), 2007 (à Pagny-la-ville), et 2010 (à Montigny-le-Gannelon);
- Quadruple vice-championne de France de pêche sportive au coup en eau douce individuelle, en 1991, 1997, 1999, et 2001;
- Vice-championne de France de 2e division de pêche sportive au coup en eau douce individuelle, en 1997;
- Quatre fois 3e du championnat de France de pêche sportive au coup en eau douce individuelle, en 1993, 2002, 2008, et 2009;
- 3e du championnat de France de 2e division de pêche sportive au coup en eau douce individuelle, en 2001.